# Pascal Dumay
Vous pouvez aider à l'améliorer ou bien discuter des problèmes sur sa page de discussion.
- Il ne cite pas suffisamment ses sources. Vous pouvez indiquer les passages à sourcer avec {{référence nécessaire}} ou {{Référence souhaitée}}, et inclure les références utiles en les liant aux notes de bas de page. (Marqué depuis juin 2020)

- Archive Wikiwix
- Bing
- Cairn
- DuckDuckGo
- E. Universalis
- Gallica
- Google
- G. Books
- G. News
- G. Scholar
- Persée
- Qwant
- (zh) Baidu
- (ru) Yandex
- (wd) trouver des œuvres sur Wikidata

Pascal Dumay est un pianiste classique français né le 1er novembre 1956 à Neuilly-sur-Seine, qui a exercé différentes fonctions à responsabilité dans le domaine musical, en France.

## Biographie

### Enfance, famille et études précoces au CNSMDP
Pascal Dumay est né le 1er novembre 1956 à Neuilly-sur-Seine. Il est le frère du violoniste Augustin Dumay.
Pascal Dumay entre au Conservatoire national de musique dans la classe du pianiste Pierre Sancan, lorsqu'il a 12 ans. Il y travaille également avec Jean Hubeau, Geneviève Joy, Gabriel Tacchino, Sylvaine Billier, Christian Manen, Betsy Jolas et Alain Bernaud. Au cours du cycle de perfectionnement, il rencontre Dimitri Bashkirov, Paul Badura-Skoda et György Sebők. Après le conservatoire, il poursuit sa formation auprès du pianiste Jean-Bernard Pommier, et a l'occasion de travailler avec Arthur Grumiaux et Claudio Arrau.

### Débuts comme concertiste
Au sortir du Conservatoire, il commence une carrière de pianiste qui l'amène à se produire dans différents pays d'Europe, en soliste et en musique de chambre. Il a joué et enregistré pour la radio, la télévision et le disque avec notamment les violonistes Raphaël Oleg et son frère Augustin.

### Directeur ou initiateur de festivals (1985-1993)
Il s'éloigne du clavier en 1985 et prend la direction de l'Académie-Festival des Arcs, fondée par le créateur de la station Les Arcs, Roger Godino, et par Yves Petit-de-Voize, directeur de festivals et alors rédacteur en chef du magazine musical Diapason. Pascal Dumay contribue ainsi à la rencontre, aux Arcs, de très nombreux musiciens à la faveur de concerts de musique de chambre et d'une académie musicale d'été regroupant professeurs et stagiaires. Ses successeurs à la direction de l'Académie-Festival des Arcs, en 1990, sont le pianiste français Michel Dalberto et le clarinettiste américain Bernard Yannotta.
Il est nommé directeur général du Festival d'Île-de-France en 1988. Ce festival, financé par le conseil régional d'Île-de-France, la direction régionale des affaires culturelles et par plusieurs conseils généraux de la région, vise à mettre en valeur le patrimoine architectural et à favoriser la diffusion de la musique dans les petites et moyennes communes de l'Île-de-France. La programmation du festival se partage entre musique et jazz.
Il est en 1989 à l'initiative du festival Campus à l'Oreille, se déroulant dans une douzaine d'universités et de grandes écoles d'Île-de-France et financé par le Conseil régional. Dans chaque université ou grande école, ce festival est coorganisé avec une association d'étudiants et donne lieu à trois jours de concerts et à un festival « off ». Il se poursuit le reste de l'année à l'occasion de concerts et d'activités de pratique musicale en amateur. La programmation se répartit entre classique, jazz, musiques du monde et rock.
De 1990 à 1993, il est à l'initiative des Rencontres musicales de Villarceaux, financées par le conseil régional d'Île-de-France. L'objectif en est la rencontre entre des jeunes solistes et des grands artistes, partageant des moments de travail dans le domaine de Villarceaux, dans le Vexin. C'est là que des musiciens tels que les pianistes Frank Braley, Nicholas Angelich, les violoncellistes Marc Coppey, Anne Gastinel, Henri Demarquette, Xavier Phillips ont rencontré la pianiste Maria-João Pires et les violoncellistes Paul Tortelier et János Starker.

### Directeur artistique d'Erato (1993-1995)
Il rejoint Warner Classics en 1993 comme directeur artistique du label Erato, succédant à Michel Garcin. Il est notamment à l'initiative de la venue au sein d'Erato de l'ensemble Les Arts florissants et de William Christie, des pianistes Hélène Grimaud et Till Fellner, de l'ensemble de musique médiévale Mala Punica. Son successeur chez Erato est Martin Sauer, qui deviendra quelques années plus tard le président du label Teldec.

### Service public (depuis 1995)
Le ministère de la Culture et de la Communication le nomme en 1995 président de l'Orchestre français des jeunes (OFJ). Cet orchestre, fondé par Maurice Fleuret en 1982, regroupe chaque année une centaine de jeunes musiciens désireux de faire l'expérience du travail de l'orchestre, sous la direction de chefs de grande renommée. Durant cette période, ce sont notamment Marek Janowski et Emmanuel Krivine qui ont dirigé l'OFJ.
Michel Boyon, alors président de Radio France, le nomme directeur de la musique au sein de la « maison ronde » en 1996. Il y est responsable à la fois de France Musique, du programme musical de France Culture, de l'Orchestre national de France, de l'Orchestre philharmonique de Radio France, du chœur et de la maîtrise de Radio France, de la saison des concerts de Radio France et du festival Présences. Il est notamment à l'initiative de la nomination de Kurt Masur à la tête de l'Orchestre national de France. René Koering lui succède à la direction de la musique à Radio France.
Il est nommé conseiller pour la musique au ministère de la Culture et de la Communication, au sein de la direction de la Musique, de la Danse, du Théâtre et des Spectacles (DMDTS) en 2000. Il y a travaillé successivement auprès de Sylvie Hubac, Jérôme Bouët et Jean de Saint-Guilhem. En 2005, il est nommé délégué à la musique auprès de Jean de Saint-Guilhem, puis de Georges-François Hirsch au sein de la DMDTS, qui devient par la suite la Direction générale de la création artistique (DGCA).
En septembre 2009, il est nommé directeur du Conservatoire national supérieur de musique et de danse de Paris dont il entame une réforme. Mais, mis en cause pour « avoir téléchargé et diffusé une centaine d'images à caractère pédopornographique », il est suspendu, puis licencié, et quitte ses fonctions en décembre 2009.
Il devient en 2012 directeur général d'Outhere Music France, chargé de la coordination des labels phonographiques que regroupait alors Outhere Music SA (Aeon, Alpha, Arcana, Fuga Libera, K617, Outnote, Phi, Ramée, Ricercar, Zig-Zag Territoires)[réf. nécessaire].
Depuis 2016, il est consultant au sein de l'agence de conseil Musiques & Publics[réf. nécessaire].

## Condamnation judiciaire
En mars 2010, il est condamné par le tribunal correctionnel de Versailles à quatre mois de prison avec sursis pour détention d'images pédopornographiques. En mai 2011, en appel, alors qu'il plaide la relaxe, sa peine est réduite à une amende,.